# Cyrtopodion battalense
Cyrtopodion battalense là một loài thằn lằn trong họ Gekkonidae. Loài này được Khan miêu tả khoa học đầu tiên năm 1993.

## Hình ảnh

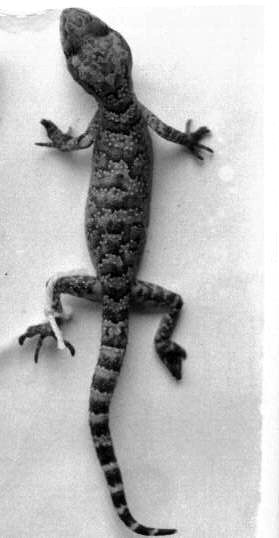
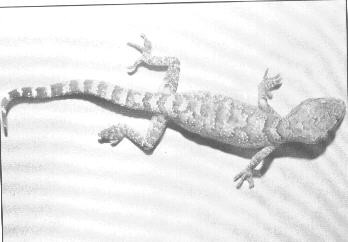